# Edwardsiana euphrante
Edwardsiana euphrante är en insektsart som först beskrevs av Mcatee 1926.  Edwardsiana euphrante ingår i släktet Edwardsiana och familjen dvärgstritar. Inga underarter finns listade i Catalogue of Life.